# Kontrakce délek
Kontrakce délek je fyzikální jev, který popisuje speciální teorie relativity na základě Lorentzových transformací. Při pohybu tělesa se jeho délka ve směru pohybu zkracuje vzhledem ke „stojící“ vztažné soustavě. Tato kontrakce je znatelněji patrná jen při rychlostech blížících se maximální rychlosti světla c. Při rychlostech blížících se rychlosti světla se délka předmětu ve směru pohybu blíží nule. Vyplývá to ze vztahu:
{\displaystyle l={\frac {l_{0}}{\gamma }}},
kde {\displaystyle l} je délka tělesa změřená pozorovatelem, {\displaystyle l_{0}} je délka změřená pohybujícím se tělesem (tzv. vlastní délka) a {\displaystyle \gamma } je Lorentzův faktor.
Použití Lorentzova faktoru zobecňuje Newtonovskou mechaniku – při běžných rychlostech se jeho hodnota limitně blíží jedné (a je tedy možné jej zanedbat), začne se projevovat až u rychlostí, které se řádově blíží rychlosti světla ve vakuu (a kde je proto fyzikální popis Newtonovské mechaniky nedostatečný).
Rovnici prvně užil Woldemar Voigt roku 1887.[zdroj⁠?!] Kontrakce délek postuloval George Francis FitzGerald roku 1889.[zdroj⁠?!] Tento vztah roku 1892 navrhl Hendrik Antoon Lorentz jako vysvětlení Michelson-Morleyova experimentu s rychlostí světla {\displaystyle v} vůči hypotetickému éteru. Roku 1905 mu dal Albert Einstein moderní relativistickou interpretaci, při níž je {\displaystyle v} rychlost pozorovatele vůči pozorovanému předmětu.